# Zulu Sofola
Zulu Sofola, nacida Nwazuluwa Onuekwuke Sofola  (Issele-Uku, Estado del Delta; 22 de junio de 1935 - 5 de septiembre de 1995) fue la primera dramaturga nigeriana en ser publicada, sus obras son conocidas en todo el mundo. Fue profesora universitaria en Ilorin y la primera profesora de artes escénicas en África.

## Biografía

### Primeros años
Nwazuluwa Onuekwuke Sofola, –nombre abreviado Zulu Sofola– nació en Issele-Ukwu, en el Estado del Delta (Nigeria),  hija de Tunde Sofola –Igbo–, un profesor Yoruba originario de Ijebu.
Estudió en la escuela primaria gubernamental en Asaba y en la escuela Baptista femenina en Agbor. Obtuvo una beca para completar su formación de secundaria en Nashville, en el estado de Tennessee, (EE. UU.), hecho que fue decisivo, ya que la educación tradicional cristiana en Nigeria limitaba las posibilidades de las mujeres de ampliar los estudios en preferencia a la posibilidad de contraer matrimonio.
Cursó estudios de inglés en la Universidad de Richmond en Virginia, donde se licenció Cum laude en 1959.  Se especializó en dramaturgia y en producción teatral en la Universidad Católica de América en Washington D. C. en 1965.  Un año después regresó a Nigeria donde obtuvo el doctorado en Artes Teatrales en la Universidad de Ibadán (Estado Oyo), donde obtuvo un doctorado en Artes Teatrales en 1977.

### Etapa profesional
Durante su etapa profesional fue profesora de teatro en la Universidad de Ilorin, estado de Kwara. Produjo obras para teatro y televisión como King Emene. Ocupó el cargo de directora del departamento de artes escénicas en la Universidad de Ilorin, siendo pionera en ello.
Sus obras se ubican en el periodo de la literatura femenina de Elaine Showalter, trata temas en los que profundiza en las ideologías y las políticas importadas a África y se convierte en portavoz de las mujeres, símbolo del cambio social, y a la vez en defensora de las culturas y tradiciones africanas y de las injusticias sociales,  centrándoselas en el respeto y la dignidad humana, sin considerarse una escritora feminista sino que reivindica la injusticia social. Otro tema recurrente en su obra es la sátira hacia la corrupción política y la dictadura militar. Trata la tragedia histórica pasando por la comedia doméstica dentro del entorno africano tradicional y moderno. A través de elementos de magia, mito y rituales analiza los conflictos entre el tradicionalismo y el modernismo en los que la figura masculina tiene preeminencia. Las obras de Sofola que han sido más interpretadas ha sido Wedlock of the Gods (1972), una obra que muestra el conflicto entre la comunidad y el individualismo;.  y The Sweet Trap (1977).[cita requerida]
Como mujer representó a su país, Nigeria, que se presentó por primera vez en la Conferencia Internacional de Dramaturgas de la Universidad de Búfalo (Nueva York), tras lo cual se creó el Centro Internacional de Mujeres Dramaturgas. Fue una figura clave en la reforma educativa tanto en Nigeria como en África, en la que buscó reflejar la identidad propia en todos los campos educativos, incluidas las artes. En estas reformas trabajó activamente participando en comités de desarrollo de los planes educativos.

### Vida privada
Contrajo matrimonio con Adeyemi Sofola, a quien conoció durante su etapa en la universidad en Washington. Fue madre de cinco hijos. Seis meses después del deceso de su esposo, falleció el 5 de septiembre de 1995, a los sesenta años. Dejó una veintena de obras publicadas.

## Trabajos seleccionados
Entre las obras que publicó se encuentran quince obras de teatro:
- The Deer Hunter y The Hunter's Pearl (1969), Londres: Evans Brothers.
- La perturbada paz de la Navidad (1971), Ibadán: Daystar Press.
- Wedlock of the Gods (1972), Ibadán: Evans.
- Los Operadores, Ibadán: Universidad de Ibadán, (1973).
- Rey Emene: Tragedia de una rebelión (1974), Heinemann Educational Books. ISBN 0-435-92860-0
- El Mago de la Ley (1975), Evans Bros. ISBN 0-237-49951-7
- La trampa dulce (1977); Ibadán: Oxford University Press. ISBN 0-19-575386-0
- Recuerdos a la luz de la luna (1986), Ibadán: Evans Brothers.
- Los viejos vinos son sabrosos (1981), Ibadán: Oxford University Press. ISBN 978-154-499-6
- Reina Omu-ako de Oligbo, Buffalo: Teatro Paul Robeson, 1989.
- Eclipso y la Fantasía, Illorin, Nigeria: 1990.
- The Showers, Illorin, Nigeria: 1991.
- Sueños perdidos y otras obras de teatro, Ibadán: Heinemann, 1992.
- Canción de una doncella: Una obra, Illorin, Nigeria: Heinemann, 1992.

## Lectura adicional
- Gikandi, Simon (2002), Encyclopedia of African Literature, Routledge. ISBN 0-415-23019-5 - p. 502
- Gilbert, H. (1996), Drama poscolonial: teoría, práctica, política, Routledge. ISBN 0-415-09024-5 - p. 183 (sobre el uso de los proverbios de Sofola).
- Kolawole, M. E. M. (1999), Zulú Sofola: su vida y sus obras, Caltop Publications (Nigeria). ISBN 978-33187-9-9